# Storms in Africa
Storms in Africa é um single da cantora irlandesa Enya, de seu segundo álbum de estúdio, Watermark, lançado em 1989.

## Performance nas paradas
"Storms in Africa" obteve um desempenho modesto nas paradas de singles. Na Irlanda, a canção estreou em 6 de junho de 1989, onde conseguiu um pico na 12ª posição e permaneceu na parada por duas semanas. No Reino Unido, apareceu pela primeira vez no UK Singles Chart em 10 de junho de 1989. Permaneceu por quatro semanas na parada e conseguiu a posição máxima de 41.
| Paradas (1989)      | Melhor posição |
| ------------------- | -------------- |
| Irish Singles Chart | 12             |
| UK Singles Chart    | 41             |